# Rayco García
Rayco García Dauta (Las Palmas de Gran Canaria, España, 23 de marzo de 1987) es un futbolista español que juega como delantero en la Unión Deportiva San Fernando de a Segunda División RFEF.

## Trayectoria
Rayco se formó en las categorías inferiores del Real Madrid, club en el que estuvo desde juveniles hasta el Real Madrid Castilla, al que abandonó para firmar con el filial del Villarreal en 2007.
En 2009 deja el Real Oviedo y ficha por el Rayo Vallecano para integrarse en su filial. Permanece en el club vallecano durante dos años, llegando a debutar con el primer equipo. En 2013 se marcha al Mirandés.
En 2014 se incorporó al Nastic procedente del CD Alcoyano, donde había marcado 14 tantos en la temporada 2013/14. En la temporada 2014/15, Rayco marcó 14 goles en 33 partidos y fue pieza clave en el ascenso del Nástic.
En 2016 rescindió con el Nàstic para jugar en la Ponferradina. Pasó por el Real Murcia y la U. D. Logroñés antes de fichar por el C. D. Calahorra de la Segunda División B de España en agosto de 2020. En julio de 2021 deja el club riojano, quedando libre hasta octubre de ese año, cuando ficha por la U. D. San Fernando.

## Selección
Durante su trayectoria profesional ha sido internacional sub-16 y sub-17 con España.

## Clubes
| Club                        | País   | Año       | Partidos | Goles |
| --------------------------- | ------ | --------- | -------- | ----- |
| Real Madrid C. F. C         | España | 2005-2006 |          |       |
| Real Madrid C. F. Castilla  | España | 2006-2007 | 22       | 4     |
| Villarreal C. F. B          | España | 2007-2008 | 29       | 1     |
| C. D. Navalcarnero          | España | 2008-2009 | 37       | 13    |
| Real Oviedo                 | España | 2009-2010 | 32       | 4     |
| Rayo Vallecano B            | España | 2010-2012 | 54       | 15    |
| Rayo Vallecano              | España | 2012      | 7        | 0     |
| C. D. Mirandés              | España | 2012-2013 | 25       | 2     |
| C. D. Alcoyano              | España | 2013-2014 | 35       | 14    |
| Club Gimnàstic de Tarragona | España | 2014-2016 | 52       | 14    |
| S. D. Ponferradina          | España | 2016-2017 | 21       | 1     |
| Real Murcia C. F.           | España | 2017      | 18       | 2     |
| U. D. Logroñés              | España | 2017-2020 | 81       | 24    |
| C. D. Calahorra             | España | 2020-2021 | 26       | 1     |
| U. D. San Fernando          | España | 2021-2022 | 25       | 3     |
| C. D. Valleseco             | España | 2022      |          |       |